# Flughafen Lyon-Bron

i7
i11
i13
Der Flughafen Lyon-Bron (französisch Aéroport de Lyon-Bron, IATA-Code: LYN, ICAO-Code: LFLY) ist ein Flughafen in Frankreich, der sich etwa zehn Kilometer östlich des Stadtzentrums von Lyon, zwischen den Orten Chassieu und Saint-Priest befindet. Er ist der ältere und kleinere Flughafen von Lyon. Der Flughafen wurde nach der Stadt Bron benannt.

## Geschichte

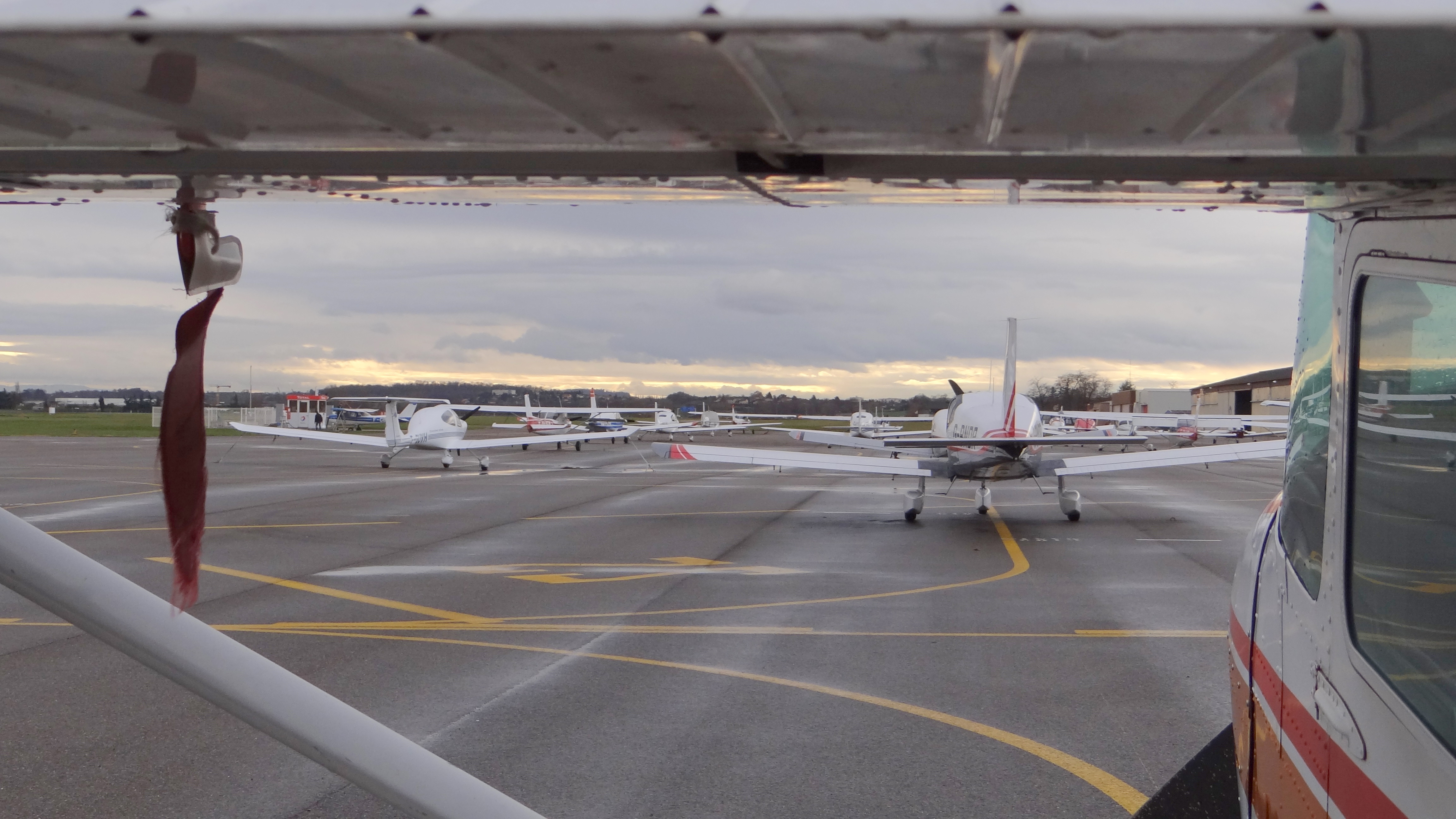
Parking Süd

Ab 1907 gab es erste Flugbewegungen auf einem Feld zwischen der Landstraße nach Genas im Süden und einer ehemaligen nach Osten führenden Sekundärbahnstrecke von Lyon nach Saint-Génix, auf dem Flurstück La Poudrette. Im Mai 1910 fand hier die „Große Flugwoche von Lyon“ statt, zu der 100.000 Zuschauer kamen.
Der Erfolg dieser internationalen Flugschau konnte den Bürgermeister von Lyon, die Präfektur des Département Rhône und den Militärgouverneur bald überzeugen, dass die wenig ertragreichen Felder zwischen der Route nationale 6 nach Grenoble im Süden, der Rue Saint-Jean im Norden und dem Fort de Bron im Westen für ein Flugfeld genutzt werden könnten. Im November 1910 wurde auf diesem Gelände die École Lyonnaise als nationale zivile Luftfahrtschule eröffnet, für die zwei, später vier, Holzhallen mit Flügeltüren gebaut wurden.
Als sich 1912 die französische Armee für das Flugwesen zu interessieren begann, trennte man sich in der Bron-Schule von den Offizieren und Unteroffizieren. 1913 siedelten sich einige Ballonfahrer und Mechaniker aus Versailles, Privas und Epinal hier an, die im Fort untergebracht wurden.
Während des Ersten Weltkrieges 1914–1918 wurde Bron zu einem Flugplatz für die Erprobung von Prototypen für die Armee. Die Hersteller, die aus Paris abgezogen wurden, entwickelten hier die frühe Luftfahrtindustrie. Im Dezember 1915 kam der Flugpionier Gaston Caudron bei einem Testflug mit einem zweimotorigen Flugzeug ums Leben.

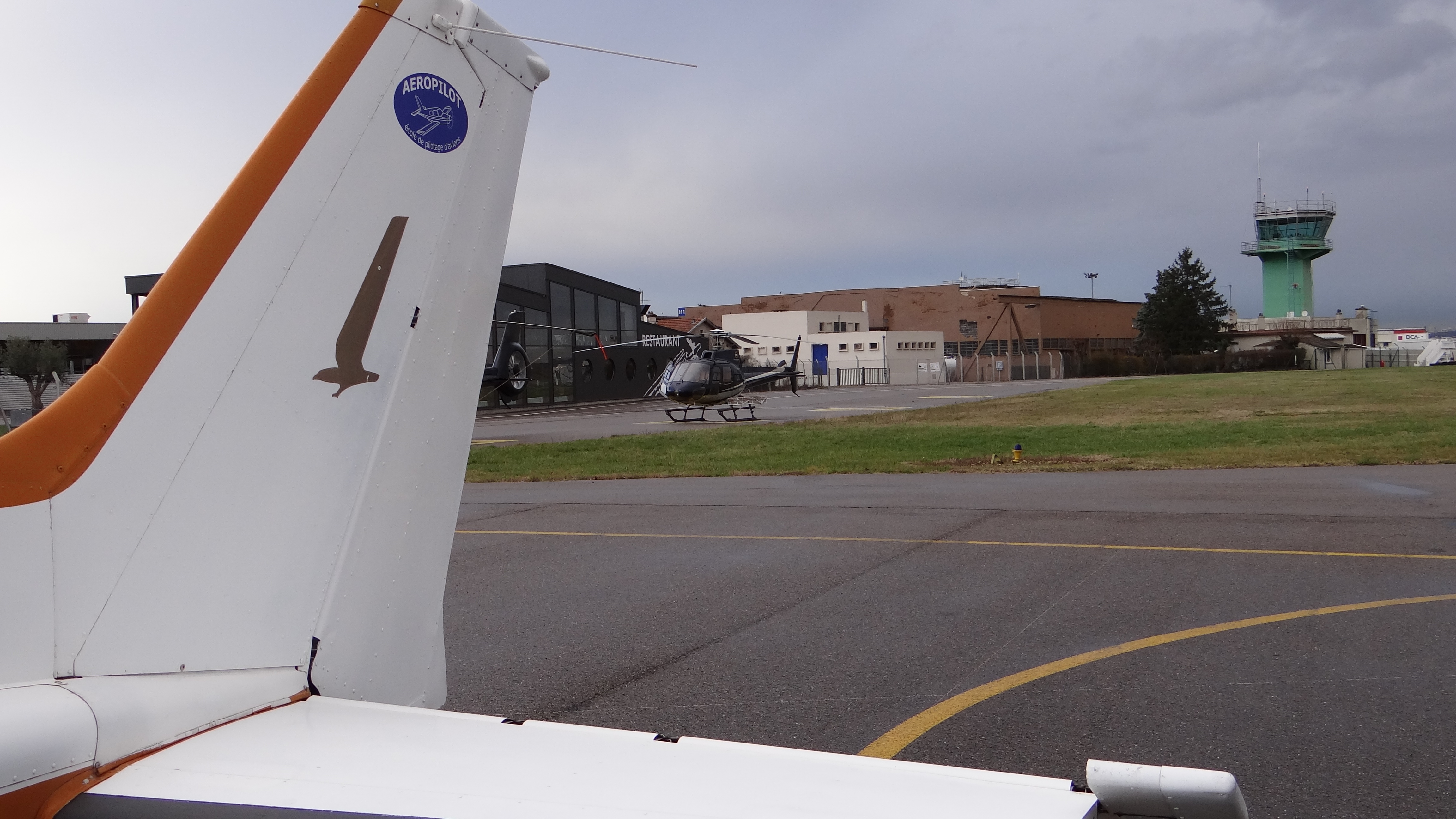
Kontrollturm vom Parking Nord aus

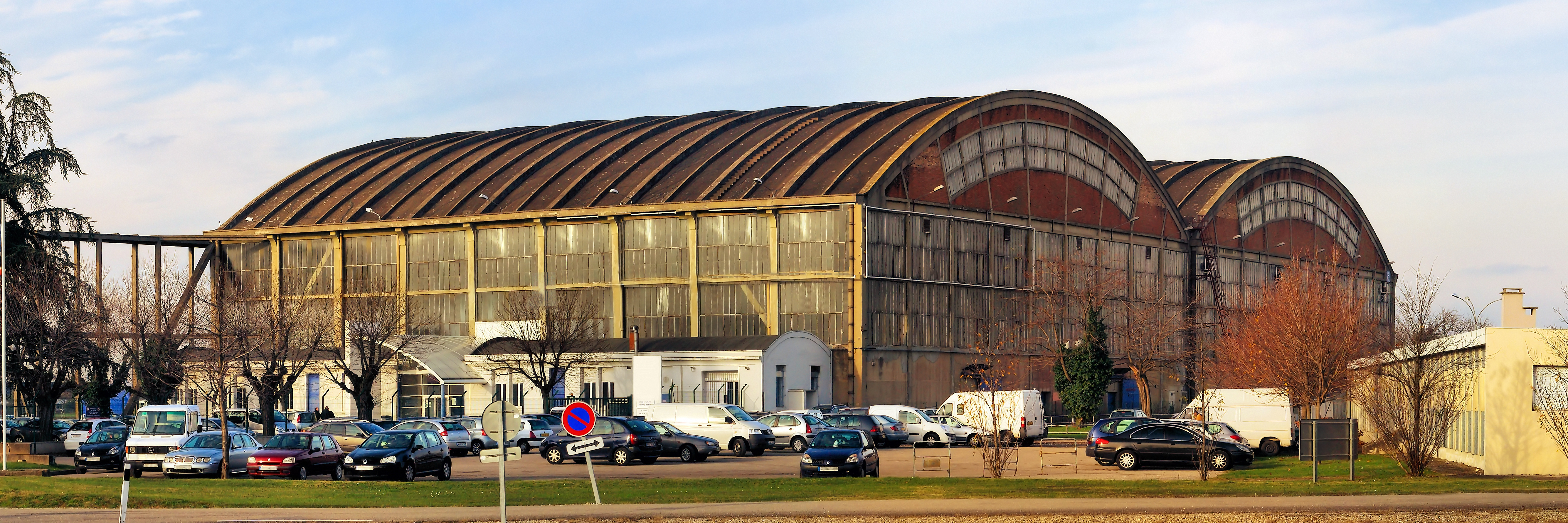
Hangar Nr. 6

Am 24. Februar 1920 wurde durch das Luftfahrtministerium der Erwerb von angrenzenden Grundstücken in Chassieu zwecks Schaffung eines Flugplatzes angeordnet. Im Sommer 1924 veranstaltete die Schweizer Fluggesellschaft Aéro-Lausanne einen Linienflugdienst auf der Route Lyon–Genf–Lausanne. Am 25. Mai 1926 wurde die Fluglinie Paris–Lyon–Marseille eröffnet. 1927 betrug die Jahresleistung des Flughafens Bron bereits 2294 Passagiere, 13 Tonnen Briefpost sowie 2 Tonnen Postfracht. 1929 wurde die Strecke Genf–Lyon–Clermont–Bordeaux in Betrieb genommen.
Am 14. Dezember 1930 wurde ein Terminalgebäude (aérogare) mit großem Pomp eingeweiht und am 8. Februar 1932 in Betrieb genommen. Es wird zum Ausflugsziel der Lyoneser.
Im Terminal befanden sich ein internationales Pressebüro, Souvenirläden, Restaurant, Buffetrestaurant, Bar, Postamt und Tourismusbüro. In der Zwischenkriegszeit entwickelte sich der Flughafen in Zusammenarbeit mit weiteren Fluggesellschaften. 1935 gab es von Lyon-Bron Direktverbindungen nach Aix-Chambéry, Clermont-Ferrand (als Zwischenstopp für Bordeaux), Dijon, Genf (Zwischenstopp für die Schweiz und Deutschland), Marseille (Zwischenstopp für Nordafrika), Nizza, Paris (Zwischenstopp für England, Belgien, Niederlande sowie Umstiege) und Perpignan (Zwischenstopp für Algerien) verbunden.
Während des Zweiten Weltkrieges war der Flughafen Bron von 1942 bis 1944 von der deutschen Wehrmacht besetzt. Zwischen dem 17. und 23. August 1944 wurden 109 jüdische Personen hingerichtet, die auf Befehl von Klaus Barbie aus dem Gefängnis Montluc evakuiert wurden. Von November 1944 bis März 1945 führten die alliierten Armeen mit Kampfflugzeugen vom Typ Martin B-26 von Lyon-Bron aus Bombenangriffe auf Deutschland durch.
1947 wurde Lyon-Bron durch Direktverbindungen mit Algier, Clermont-Ferrand, Genf, Marseille, Nizza, Orange, Paris-Le Bourget, Perpignan und Vichy verbunden.

## Flughafen 1952–1980
Am 6. Juli 1952 kam die Testpilotin Maryse Bastié als Passagier beim Absturz einer Noratlas nach einer Airshow auf dem Flughafen Lyon-Bron ums Leben. Ab 1957 wurde das zivile Flughafenterminal komplett umgebaut. 1959 wurden wichtige Bauten eingeweiht (noch heute sichtbar hinter dem Castorama-Markt). Die Start- und Landebahn wurde in den frühen 1960er Jahren auf der Südseite verlängert, was zu einer Verlegung der Route Nationale RN6 nach Süden auf etwa einem Kilometer Länge führte.
Im Jahr 1960 war Lyon-Bron durch direkte Verbindungen verbunden mit:
- National: Ajaccio, Bordeaux, Grenoble, Marseille, Mulhouse, Nizza, Paris-Le Bourget, Paris-Orly, Strasbourg und Vichy
- International: Algier, Bône (Annaba), Casablanca, Dublin, Genf, London, Oran, Philippeville (Skikda), Rabat, Tunis und Turin

In der Nachkriegszeit begann eine intensive Luftaktivität in Richtung Nordafrika. 1964 führte die Tätigkeit des Flughafens Bron zu 6383 Abflügen und 6370 Ankünften sowie 117.769 abfliegenden Passagieren und 127.127 ankommenden Passagieren. Im selben Jahr wurden zwei riesige überdachte Gänge gebaut, um die Terminals mit dem Flugzeug zu verbinden und die Abfertigungskapazität zu erhöhen. Ein kleiner Teil dieser Gänge ist noch hinter dem heutigen Castorama-Markt sichtbar, der als überdachter Parkplatz dient.
1966 wurden die ersten regulären Langstreckenverbindungen eröffnet. 1969 wurde das Terminal nach Osten erweitert und ein neuer Kontrollturm errichtet. 1972 überschritten die Passagierzahlen von Lyon-Bron die Millionengrenze. 1973 wurde eine Linie zwischen Lyon und Kairo mit Air France eröffnet.
1974 bestanden Direktverbindungen mit:
- National: Ajaccio, Angers, Bastia, Bordeaux, Clermont, Lille, Limoges, Marseille, Metz, Montpellier, Nancy, Nantes, Nizza, Rennes, Paris-Le Bourget, Paris-Orly, Poitiers, Reims, La Rochelle, Rouen, St. Etienne, Strasbourg, Toulon, Toulouse und Tours
- International: Abidjan, Algier, Athen, Basel, Barcelona, Belgrad, Brüssel, Kairo, Casablanca, Constantine, Cotonou, Dakar, Dublin, Düsseldorf, Frankfurt, London, Madrid, Mailand, Oran, Palma, Rabat, Tanger, Tunis, Zagreb und Zürich.

Zwischen 1924 und 1981 waren diverse Fluggesellschaften in Lyon-Bron vertreten wie: Aer Lingus, Aéro-Lausanne, Aigle Azur, Air Afrique, Air Algérie, Air Alpes, Air Bleu, Air Champagne Ardennes, Air France, Air Inter, Air Orient, Air Union, Ala Littoria, Alitalia, Balair, BEA, British Eagle, CMA Air-Lines, Iberia, Lufthansa, Royal Air Maroc, Sabena, Saturn Airways, TAI, TAT, Tunisair, UTA …
Die Entscheidung zum Bau eines neuen Flughafens wurde Ende der 1960er Jahre getroffen, um die allmähliche Sättigung des Flughafens Lyon-Bron auszugleichen. 1975, in der Nacht vom 19. auf den 20. April, wurden alle Flughafenaktivitäten vom Flughafen Lyon-Bron zum Flughafen Lyon-Satolas (heute: Flughafen Lyon Saint-Exupéry) verlegt. Der Terminalbereich wurde sukzessive auf privatwirtschaftliche Unternehmen übertragen. 1977 wurde die Start- und Landebahn um fast einen Kilometer verkürzt und die Graspiste westlich von Hangar 6 geschlossen. 1981 verließen die letzten regulären Linien Bron und übersiedelten nach Lyon-Satolas.
Seit 1987 beherbergt der Flughafen Lyon-Bron eine Basis der Fluggesellschaft Pan Européenne Air Service, deren Hauptsitz sich am Flughafen Chambéry-Savoie befindet. 1988 wurden die aus 1932 stammenden Bauten abgebrochen.

## Heutiger Betrieb
Der Flughafen Lyon-Bron ist heute der drittgrößte Geschäftsflughafen Frankreichs, nach Flughafen Paris Le Bourget und Flughafen Cannes-Mandelieu. Eine Fläche von 140 Hektar ist dem General Aviation Terminal vorbehalten. Weiterhin ist ein bedeutender Heliport vorhanden.
Im Jahr 2009 erklärte der damalige Flughafendirektor Éric Dumas, dass sich Lyon-Bron zu einem führenden Geschäftsflughafen in Europa entwickeln soll. Nach Abschluss der Generalüberholung des Hauptflughafens Lyon-Saint Exupery wird auch der Flughafen Bron modernisiert und neue hochwertige Dienste für Firmen- und Airline-Kunden angeboten. Das Ziel war es, im Jahr 2012 10.000 Flugbewegungen pro Jahr zu überschreiten. 2010 wurde ein Panoramarestaurant eröffnet, der Hangar SAMU 69 gebaut, in dem eine Hubschrauberbasis und Notfallteams untergebracht sind. Der Ende 2009 eingeweihte Hangar H8 mit einer Fläche von 3000 m² beherbergt heute Geschäftsreiseflugzeuge und damit verbundene Aktivitäten. Am 25. Juni 2012 wurde eine neue Feuerwehrhalle eingeweiht.
Jährlich werden am Flughafen Lyon-Bron rund 11.000 Passagiere gezählt.

## Zwischenfälle
- Am 1. Dezember 1948 stürzte eine Handley Page Halifax C.VIII der Transports Aériens Intercontinentaux (TAI) (Luftfahrzeugkennzeichen F-BCJS) beim Start in dichtem Nebel vom Flughafen Lyon-Bron etwa 1200 Meter hinter dem Startbahnende bei Beauregard im Stadtteil Décines ab. Die Maschine befand sich auf einem kommerziellen Flug zum Flughafen Casablanca-Anfa. Von den acht Insassen wurden drei der Passagiere getötet, die anderen beiden sowie die dreiköpfige Besatzung verletzt. Das auf die Gesellschaft Société Aero Cargo registrierte Flugzeug wurde zerstört.[5][6]

- Am 8. Januar 1949 brach an einer Douglas DC-3/C-47A-1-DK der Air Algérie (F-BCYO) bei der Landung auf dem Flughafen Lyon-Bron das rechte Hauptfahrwerk zusammen. Die rechte Tragfläche schlug auf dem Boden auf und der vordere Rumpfteil brach ab. Das Flugzeug wurde zerstört. Alle drei Besatzungsmitglieder, die einzigen Insassen auf dem Frachtflug, überlebten den Unfall.[7]

- Am 28. November 1949 wurde eine Douglas DC-4/C-54A-15-DC der Air France (F-BELO) im Anflug auf den nebelverhangenen Flughafen Lyon-Bron bei Saint-Just-Chaleyssin (Département Isère, Frankreich) gegen einen Baum auf einer kleinen Anhöhe geflogen. Der Punkt befand sich noch volle 16 Kilometer südsüdöstlich des Zielflughafens. Die Maschine stürzte zu Boden und fing Feuer. Bei diesem CFIT (Controlled flight into terrain) wurden von den 38 Insassen 5 getötet, vier Besatzungsmitglieder und ein Passagier.[8]

- Am 6. Juli 1952 stürzte der zweite Prototyp der Nord Noratlas 2501 des französischen Herstellers Nord Aviation (F-WFUN) auf einem Vorführflug ab. Bei einer nationalen Luftfahrtveranstaltung am Flughafen Lyon-Bron wurde zu Demonstrationszwecken ein Triebwerk abgestellt, wobei die Maschine an der äußersten Grenze ihres Flugbereichs betrieben wurde. Das Flugzeug stürzte aus einer Höhe von 200 Metern ab. Alle 6 Insassen kamen ums Leben, darunter die bekannte französische Flugpionierin Maryse Bastié.[9]

- Am 28. Januar 1956 streifte eine Douglas DC-3/C-47-DL der Air France (F-BCYK) beim nächtlichen Anflug auf den Flughafen Lyon-Bron Telefonkabel und stürzte ab. Alle drei Besatzungsmitglieder, die einzigen Insassen auf dem Nachtluftpostflug, kamen ums Leben.[10]

- Am 14. August 1961 fielen an einer Vickers Viking 1B der britischen Overseas Aviation (G-AJCE) beim Start vom Flughafen Lyon-Bron beide Triebwerke aus. Der Ausfall des ersten Motors (rechts) war auf den Bruch einer Dichtung im hydraulischen Propellersteigungsregelungssystem zurückzuführen. Der Bruch führte zu Schwankungen der Steigung und damit der Drehzahl des Motors. Die Vibrationen des linken Motors waren zweifellos auf einen Zündfehler zurückzuführen. Es wurde festgestellt, dass das Zündgeschirr nicht den Anforderungen entsprach. Daraufhin kam es zu einer Bruchlandung in der Nähe des Flughafens, bei der das Flugzeug irreparabel beschädigt wurde. Alle 40 Insassen, drei Besatzungsmitglieder und 37 Passagiere, überlebten den Unfall.[11]

- Am 12. August 1963 kollidierte eine von Lille kommende Vickers Viscount 708 der Air Inter (F-BGNV) im Anflug auf den Flughafen Lyon-Bron während eines Gewitters mit Bäumen. Das Flugzeug streifte ein Bauernhaus 24 Kilometer nördlich des Zielflughafens und stürzte schließlich in ein Feld. Von den 16 Insassen kamen 15 ums Leben, ebenso wie eine Person am Boden, lediglich ein Passagier überlebte.[12]

## Trivia
Der Flughafen ist Schauplatz des 1973 gedrehten Films Der Uhrmacher von St. Paul von Bertrand Tavernier.